# 三浦陽
三浦 陽（みうら よう）は、日本のアニメーション演出家。

## 参加作品

### テレビアニメ
2004年
- スーパー・ロボット・モンキー・チーム・ハイパーフォース GO!（ - 2006年、絵コンテ・演出）

2006年
- 彩雲国物語 第1シリーズ（絵コンテ）

2007年
- MOONLIGHT MILE 1stシーズン -Lift off-（絵コンテ）

2008年
- トランスフォーマー アニメイテッド（絵コンテ）
- ゴルゴ13（演出）

2009年
- アラド戦記 〜スラップアップパーティー〜（絵コンテ・演出・OP絵コンテ・演出）
- 狼と香辛料II（演出）
- たまごっち!シリーズ
  - たまごっち!（ - 2012年、絵コンテ・演出）
  - たまごっち! ゆめキラドリーム（2013年、絵コンテ）
  - たまごっち! みらくるフレンズ（2013年、絵コンテ）
  - GO-GO たまごっち!（2014年、絵コンテ）

2010年
- 最強武将伝 三国演義（絵コンテ）
- ソ・ラ・ノ・ヲ・ト（演出）

2011年
- フラクタル（演出）

2012年
- 松本零士｢オズマ｣（絵コンテ・演出）
- エウレカセブンAO（演出）

2013年
- 絶園のテンペスト（演出）
- 大人女子のアニメタイム ｢人生ベストテン｣（監督）
- ポケットモンスターシリーズ
  - ポケットモンスター ベストウイッシュ シーズン2 デコロラアドベンチャー （絵コンテ）
  - ポケットモンスター XY（2015年、絵コンテ）

2014年
- 棺姫のチャイカ（演出・ED絵コンテ）
- テンカイナイト（ - 2015年、絵コンテ・演出）

2015年
- ピカイア!（絵コンテ）
- かみさまみならい ヒミツのここたま（絵コンテ）

2017年
- 100%パスカル先生（監督・絵コンテ・演出）

2018年
- メジャーセカンド（絵コンテ）

2019年
- クレヨンしんちゃん（絵コンテ・演出・OPアニメーション演出）

2023年
- 鬼滅の刃 刀鍛冶の里編（絵コンテ）

2025年
- アン・シャーリー（絵コンテ）

### 劇場アニメ
- 昆虫物語 みつばちハッチ〜勇気のメロディ〜（2010年、演出）
- トワノクオン（2011年、絵コンテ・演出）
- ポケモン・ザ・ムービーXY 光輪の超魔神 フーパ（2015年、予告演出）
- ピカチュウとポケモンおんがくたい（2015年、絵コンテ・演出）
- クレヨンしんちゃん 謎メキ!花の天カス学園（2021年、絵コンテ・演出）
- クレヨンしんちゃん もののけニンジャ珍風伝（2022年、絵コンテ・演出）
- クレヨンしんちゃん 超華麗!灼熱のカスカベダンサーズ（2025年、絵コンテ・演出）

### OVA
- 祝福のカンパネラOVA（2011年、演出）

### その他
- まじかるすいーと プリズム・ナナ（2013年、PV4ディレクター）